# Президентские выборы во Франции (1988)
Президентские выборы во Франции 1988 года проходили в два тура 24 апреля и 8 мая. 71-летний Франсуа Миттеран был переизбран на второй срок.

## Ситуация перед выборами
После того, как лидер Социалистической партии Франсуа Миттеран был избран президентом республики в 1981 году, в том же году левые победили и на парламентских выборах. Таким образом, Миттеран смог создать своё правительство. Однако, на следующих парламентских выборах парламентское большинство перешло к правым партиям. Миттеран был вынужден назначить премьер-министром голлиста Жака Ширака. В результате такого «сожительства» политическая ситуация стала более напряжённой. Ширак в основном руководил внутренней политикой в то время, как Миттеран оставил за собой внешнюю политику и армию.
Кабинет Ширака проводил либерально-консервативную политику. Он отменил налоги на богатство и приватизировал государственные компании. Эти действия вызывали противодействие левых движений, косвенно поддерживаемых Миттераном. С другой стороны такая двойственность исполнительной власти вызывала критику бывшего консервативного премьер-министра Раймона Барра, набравшего к моменту президентских выборов высокий рейтинг. В январе 1988 по опросам Раймон Барр опережал Жака Ширака. С февраля, однако, Ширак стал лидировать по рейтингу на правом крыле.
На левом крыле возникла неопределённость. Миттеран не заявлял о выдвижении своей кандидатуры и Мишель Рокар начал свою предвыборную кампанию. Однако к концу марта, основываясь на своём высоком рейтинге, Миттеран объявил о своём выдвижении. Он объявил свою умеренную программу («ни национализаций, ни приватизаций») и выступал за «объединнённую Францию», против «захвата государства кланом», намекая на голлистов. Кроме этого, Миттеран выиграл от ослабления коммунистов в результате конкуренции последних с крайне левыми: коммунистами-реформаторами и троцкистами из Рабочей борьбы.
Крайне правый Жан-Мари Ле Пен старался подтвердить высокий результат прошлых парламентских выборов.

## Результаты
| Кандидат                       | Кандидат                    | Субъект выдвижения                  | Первый тур | Первый тур | Второй тур | Второй тур |
| Кандидат                       | Кандидат                    | Субъект выдвижения                  | Голосов    | %          | Голосов    | %          |
| ------------------------------ | --------------------------- | ----------------------------------- | ---------- | ---------- | ---------- | ---------- |
|                                | Франсуа Миттеран            | Социалистическая партия             | 10 367 220 | 34,10      | 14 180 644 | 47,36      |
|                                | Жак Ширак                   | Объединение в поддержку республики  | 6 063 514  | 19,94      | 15 763 027 | 52,64      |
|                                | Раймон Барр                 | Союз за французскую демократию      | 5 031 849  | 16,55      |            |            |
|                                | Жан-Мари Ле Пен             | Национальный фронт                  | 4 375 894  | 14,39      |            |            |
|                                | Андре Лажуани               | Французская коммунистическая партия | 2 055 995  | 6,76       |            |            |
|                                | Антуан Вехтер               | Зелёные                             | 1 149 642  | 3,78       |            |            |
|                                | Пьер Жюкен                  | Независимый кандидат                | 639 084    | 2,10       |            |            |
|                                | Арлетт Лагийе               | Рабочая борьба                      | 606 017    | 1,99       |            |            |
|                                | Пьер Буссель                | Партия трудящихся                   | 116 823    | 0,38       |            |            |
| Действительных бюллетеней      | Действительных бюллетеней   | Действительных бюллетеней           | 30 406 038 | 98,00      | 30 923 249 | 96,38      |
| Недействительных бюллетеней    | Недействительных бюллетеней | Недействительных бюллетеней         | 621 934    | 2,00       | 1 161 822  | 3,62       |
| Всего бюллетеней               | Всего бюллетеней            | Всего бюллетеней                    | 31 027 972 | 100,00     | 32 085 071 | 100,00     |
| Явка избирателей               | Явка избирателей            | Явка избирателей                    | 38 128 507 | 81,38      | 38 168 869 | 84,06      |
| Источник:Конституционный совет |                             |                                     |            |            |            |            |